# Office International d'Hygiène Publique

Logo van IOHP

Het Office International d'Hygiène Publique (OIHP) was een internationale organisatie opgericht op 9 december 1907 en gevestigd in Parijs. Na de Tweede Wereldoorlog ging het op in de Wereldgezondheidsorganisatie.
Het werd opgericht om toezicht te houden op de internationale regels met betrekking tot het in quarantaine plaatsen van schepen en havens om de verspreiding van de pest en cholera te voorkomen, en om andere volksgezondheidsconventies te beheren, wat leidde tot andere epidemieën en het verzamelen van bredere epidemiologische gegevens over verschillende ziekten, maar ook kwesties als de controle op medicinale opium, cannabis en andere drugs, de trauma's veroorzaakt door de Eerste Wereldoorlog, enz.
De OIHP maakte deel uit van de complexe structuur die bekend staat als de Gezondheidsorganisatie (Organisation d'Hygiène) van de Volkenbond, in een vaak concurrerende en soms samenwerkende relatie met de Gezondheidscommissie van de Volkenbond.
De OIHP werd ontbonden door protocollen ondertekend op 22 juli 1946  en zijn epidemiologische dienst werd op 1 januari 1947 opgenomen in de Interimcommissie van de Wereldgezondheidsorganisatie. De OIHP bleef echter officieel bestaan tot 1952.

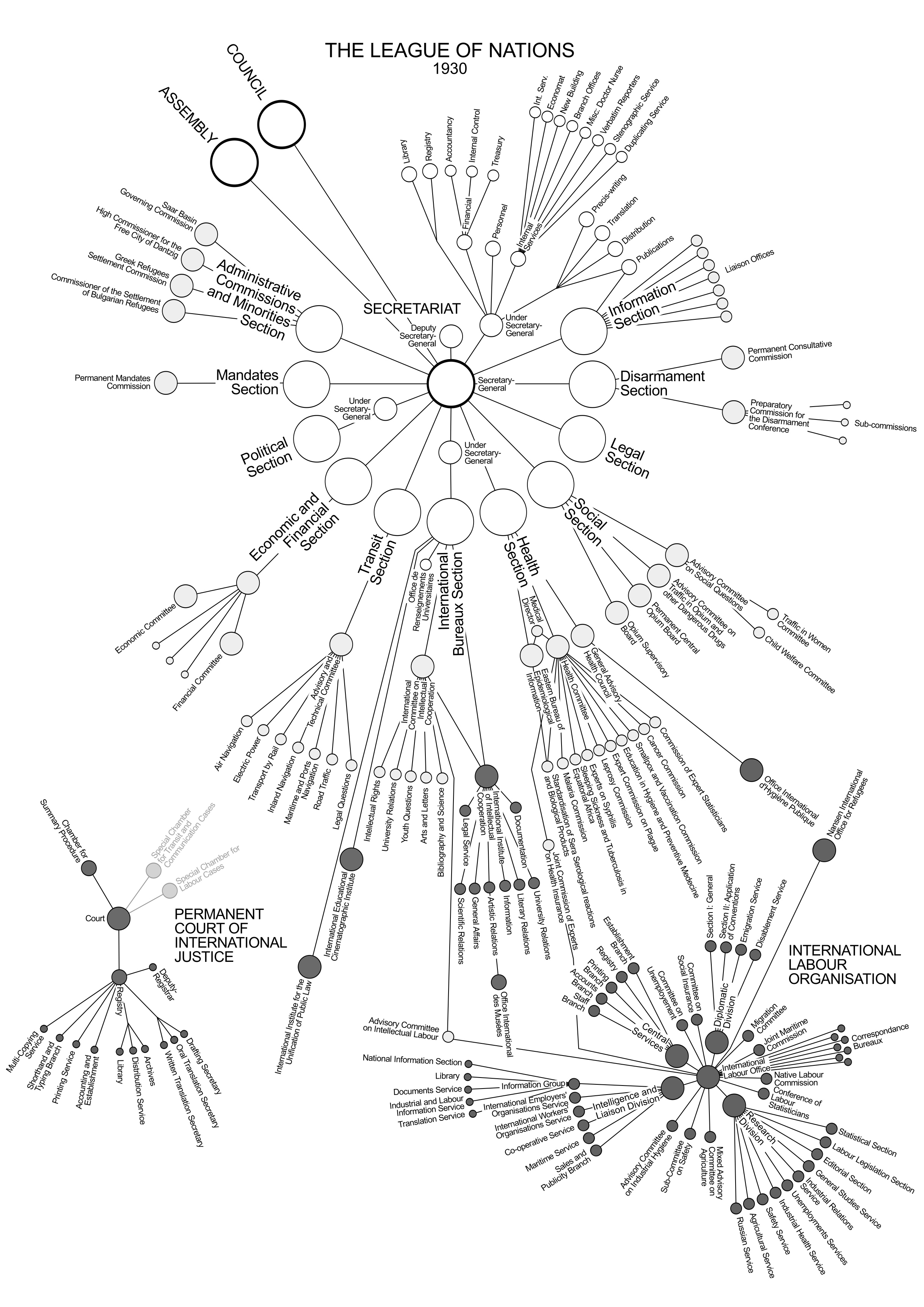
Organigram van internationale organisaties vanaf 1930

De OIHP werd geleid door een "Permanent Comité", achtereenvolgens voorgezeten door Rocco Santoliquido (1908-1919), Oscar Velghe (1919-1932), George S. Buchanan (1932-1936) en Nicolaas Marinus Josephus Jitta (1936-1938).  Belangrijke persoonlijkheden namen deel aan het werk van de OIHP, zoals Camille Barrère.

## Organisatie
Vanaf 1933 bestond de OIHP uit de volgende verdragsluitende partijen: 
- Argentinië, 1910
- Australië, 1909
- Belgisch Congo, 1927
- België, 1907
- Bolivia, 1912
- Brazilië, 1907
- UK Britse koloniën, 1927
- UK Brits-Indië, 1908
- Bulgarije, 1909
- Canada, 1910
- Chili, 1912
- Denemarken, 1913
- Nederlands-Indië, 1925
- Egypte, 1907
- Frankrijk, 1907
- Frans Algarijë, 1910
- Frans Equatoriaal Afrika, 1929
- French Indochina, 1914
- Frans West Afrika, 1920
- Duitsland, 1928
- UK (Groot Brittannië), 1907
- Griekenland, 1913
- Koninkrijk Hejaz, 1932
- Ierse Vrijstaat (Irish Free State), 1928
- Italië, 1907
- Japan, 1924
- Luxemburg, 1926
- Madagaskar, 1920
- Marokko, 1920
- Mexico, 1909
- Monaco, 1913
- Nederland, 1907
- Noorwegen, 1912
- Nieuw-Zeeland, 1924
- Peru, 1908
- Perzië, 1909
- Polen, 1920
- Portugal, 1907
- Roemenië, 1921
- Sudan, 1926
- Soedan, 1909
- Zwitserland
- Tsjecho-Slowakije, 1922
- Unie van Zuid-Afrika, 1919
- Spanje, 1907
- Frans protectoraat van Tunesië, 1908
- Turkije, 1911
- Verenigde Staten, 1907
- Sovjet-Unie, 1926 (oorspronkelijk lid als Russisch Keizerrijk in 1907)
- Uruguay, 1913

- International Standard Name Identifier: 0000 0000 8653 6180
- Library of Congress Control Number: n92805677
- Nationale Bibliotheek van Tsjechië: xx0112070
- Nationale Bibliotheek van Israël: 987007317761405171
- Virtual International Authority File: 125373832